# 글로스터 공작 헨리 스튜어트

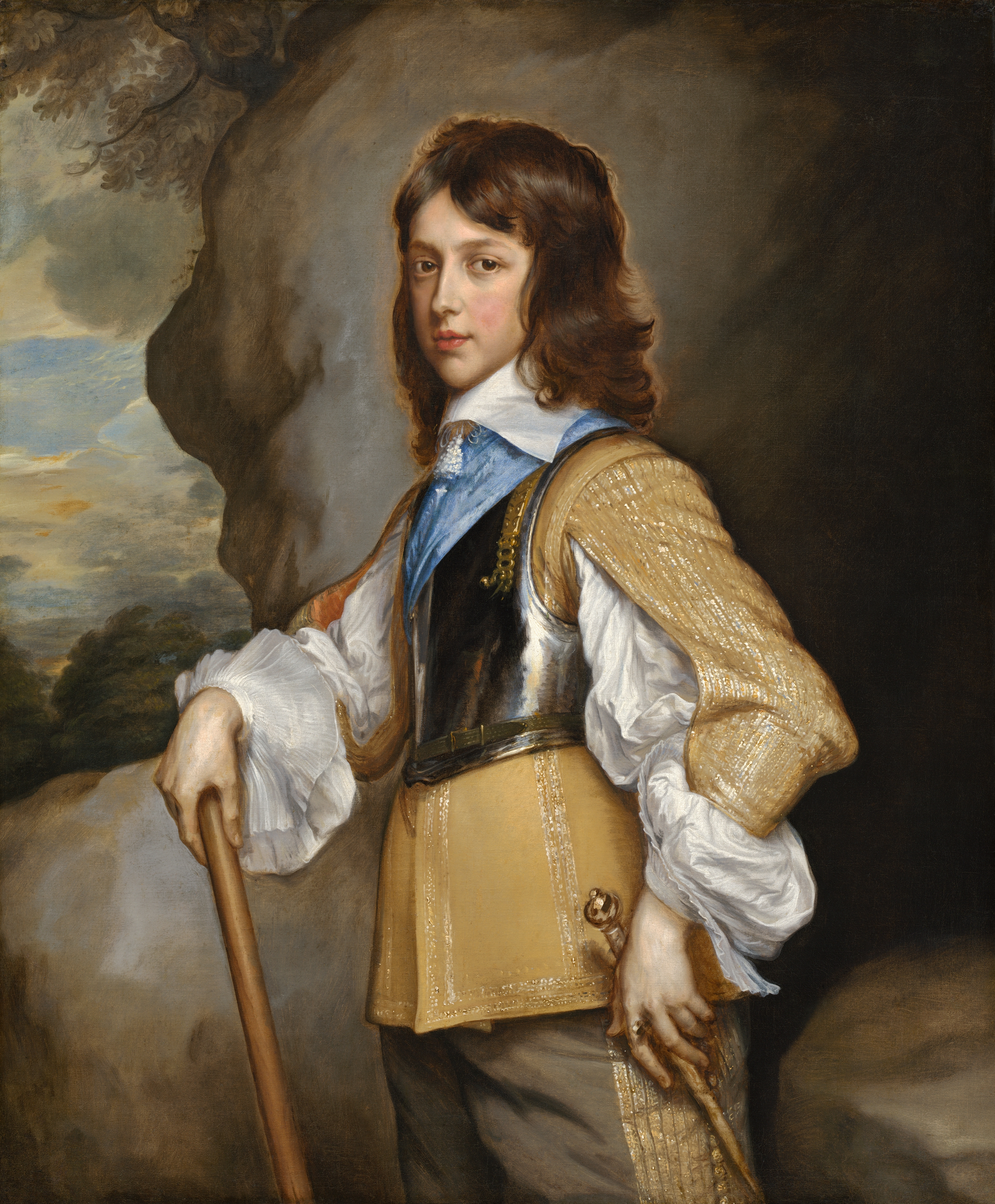
글로스터 공작 헨리 스튜어트

헨리 스튜어트(Henry Stuart, Duke of Gloucester, 1640년 ~ 1660년)는 스튜어트 왕조 출신 영국의 왕자이자 글로스터 공작이며, 찰스 1세의 넷째 아들이다. 찰스 2세, 제임스 2세의 친동생이었다. 별칭은 오클랜드의 헨리(Henry of Oatland)이다.

## 기타
그의 사후 상속자를 남기지 못했으므로 글로스터 공작위는 앤 공주의 아들인 윌리엄에게로 넘어갔다.